# Craig Noone
Pour les articles homonymes, voir Noone.
Craig Stephen Noone (né à Kirkby le 17 novembre 1987) est un footballeur anglais. Il joue depuis 2011 au poste d'ailier pour le club de Melbourne City.
Après avoir évolué successivement au sein de plusieurs clubs amateurs, il devient professionnel en 2008, date à laquelle il s'engage pour Plymouth Argyle. Il a également passé un an et demi à Brighton, club avec lequel il remporte la League One (3e division) en 2011 aujourd'hui il est sans club .

## Biographie

### Débuts de carrière
Engagé dans le club amateur de Burscough en 2007, Craig Noone fait partie des dix joueurs du club qui suivent leur entraîneur Liam Watson, lorsque celui-ci s'engage avec Southport , club de Blue Square North (6e division anglaise), durant l'été 2008. Son séjour dans le Merseyside sera pourtant de courte durée car, le mois suivant, il s'engage pour deux ans avec un club professionnel, Plymouth Argyle. L'entraîneur du club, Paul Sturrock, est alors élogieux vis-à-vis de sa nouvelle recrue : « C'est un joueur qui a faim, dit-il de lui, et je n'hésiterai pas à lui donner un rôle important dans l'équipe. »
Le 15 novembre suivant, il inscrit son premier but en professionnel, à l'occasion d'une rencontre de championnat de deuxième division opposant son club à Coventry City (0-1).
Finalement, Noone reste deux saisons et demie à Plymouth où il joue plus de 50 matchs.

### Brighton & Hove Albion
Dès l'ouverture du mercato d'hiver 2010-2011, il est recruté par Brighton qui lutte pour la promotion en Championship. Le transfert est facilité par la situation financière de Plymouth Argyle, endetté à hauteur de 760 000 £, et à la recherche de liquidités. Le 3 janvier 2011, Noone joue son premier match avec les Seagulls et son club s'impose sur le terrain d'Exeter City (1-2), Noone entamant le match mais étant remplacé à la 63e minute par Ashley Barnes.
Finalement, à l'issue de la saison, Brighton décroche le titre de champion de League One et se trouve promu en Championship.

### Cardiff City et après
Alors que la saison 2012-2013 a débuté depuis quelques semaines, le club gallois de Cardiff City annonce la signature de Noone pour une durée de 4 ans. Il joue son premier match officiel avec son nouveau club lors d'une victoire (3-1) contre les Wolverhampton Wanderers le 2 septembre 2012, match au cours duquel il est remplacé par Don Cowie à la 74e minute.
Le 31 août 2017, il rejoint Bolton Wanderers.

## Palmarès
- League One (1)
  - Champion : 2011 avec Brighton & Hove Albion
- Championship (1)
  - Champion : 2013 avec Cardiff City

## Statistiques détaillées
| Saison                | Club                   | Championnat           | Championnat | Championnat | Coupe(s) nationale(s) | Coupe(s) nationale(s) | Total | Total |
| Saison                | Club                   | Division              | M.          | B.          | M.                    | B.                    | M.    | B.    |
| 2008 - 2009           | Plymouth Argyle        | Championship          | 21          | 1           | 1                     | 0                     | 22    | 1     |
| 2009 - 2010           | Plymouth Argyle        | Championship          | 17          | 1           | 2                     | 0                     | 19    | 1     |
| 2010 - 2011           | Plymouth Argyle        | League One            | 17          | 3           | 4                     | 1                     | 21    | 4     |
| Sous-total            | Sous-total             | Sous-total            | 55          | 5           | 6                     | 1                     | 61    | 6     |
| 2009 - 2010           | Exeter City            | League One            | 7           | 2           | -                     | -                     | 7     | 2     |
| Sous-total            | Sous-total             | Sous-total            | 7           | 2           | 0                     | 0                     | 7     | 2     |
| 2010 - 2011           | Brighton & Hove Albion | League One            | 23          | 2           | -                     | -                     | 23    | 2     |
| 2011 - 2012           | Brighton & Hove Albion | Championship          | 33          | 2           | 4                     | 0                     | 37    | 2     |
| 2012 - 2013           | Brighton & Hove Albion | Championship          | 3           | 0           | 1                     | 0                     | 4     | 0     |
| Sous-total            | Sous-total             | Sous-total            | 59          | 4           | 5                     | 0                     | 64    | 4     |
| 2012 - 2013           | Cardiff City           | Championship          | 32          | 7           | -                     | -                     | 32    | 7     |
| Sous-total            | Sous-total             | Sous-total            | 32          | 7           | 0                     | 0                     | 32    | 7     |
| Total sur la carrière | Total sur la carrière  | Total sur la carrière | 153         | 18          | 11                    | 1                     | 164   | 19    |